# Villefranche (ville)
Pour les articles homonymes, voir Villefranche.
 (mai 2013).
Si vous disposez d'ouvrages ou d'articles de référence ou si vous connaissez des sites web de qualité traitant du thème abordé ici, merci de compléter l'article en donnant les références utiles à sa vérifiabilité et en les liant à la section « Notes et références ».
Une villefranche ou ville franche est une ville composée de « bourgeois » qui se sont affranchis du strict régime féodal d'un seigneur. 

## Étymologie historique
C'est un archétype toponymique qui atteste d'une étape importante dans l'histoire de l'évolution des villes en Europe et dans l'histoire de la bourgeoisie.
De nombreuses villes françaises portent le nom de Villefranche, majoritairement dans le Sud de la France, souvent avec l'adjonction d'un nom précisant la région où elle se situe, pour la distinguer des autres du même nom. Plus au nord on trouve les formes Franqueville ou Francheville.
Franche signifie ici « libre » : la ville franche était une ville composée de « bourgeois » qui s'étaient affranchis du strict régime féodal d'un seigneur et se retrouvaient ainsi soustraits à certaines obligations (en particulier fiscales, pécuniaires) pesant habituellement sur les simples « sujets » et l'ensemble de la roture.
Cette occasion a permis à la bourgeoisie française (et européenne) de prendre son essor à partir du XIIIe - XIVe siècle, favorisant le développement du système bancaire, du commerce, des sciences, etc.
Mis devant leurs propres responsabilités et incités à s'organiser par eux-mêmes, les bourgeois ont progressivement formé la société civile, investissant certaines sphères du pouvoir économique, culturel, social, politique.
Cette émancipation progressive a poussé la bourgeoisie à aller de plus en plus loin dans l'autonomie et l'« auto-gestion » (terme anachronique ici), jusqu'à finalement remettre en cause l'existence même du système féodal et de la monarchie, qui sera balayée bien plus tard, dans la tourmente de la Révolution de 1789.